# 휴고 건스백

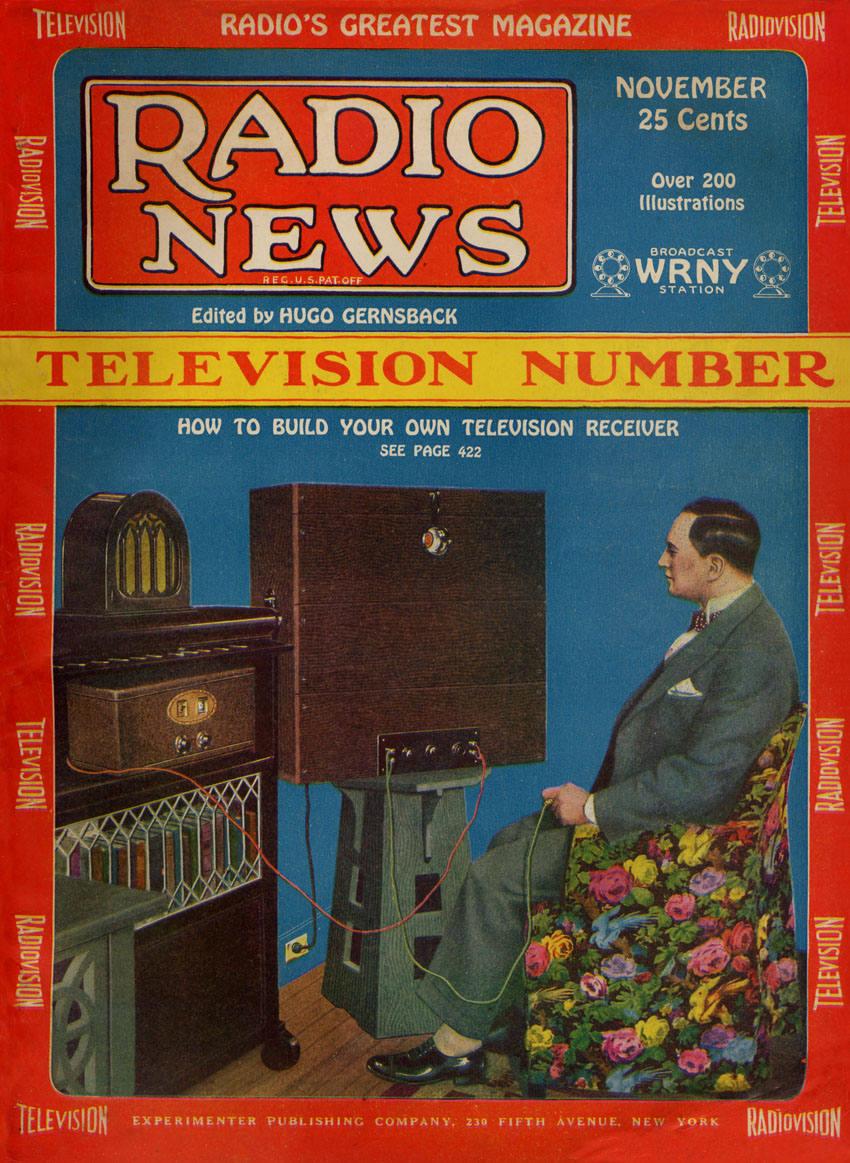
라디오 뉴스(Radio News)지 1928년 11월호에 실린 휴고 건즈백 그림

휴고 건스백(Hugo Gernsback, 1884년 8월 16일 - 1967년 8월 19일)은 룩셈부르크 태생의 미국의 소설가, SF작가, 편집자이다. SF분야의 저명한 상인 휴고상은 건스백을 기념하여 붙은 이름이다.

## 생애
1884년 룩셈부르크의 유대인 가정에서 태어난 그는 1904년에 미국으로 거처를 옮기게 된다. 총 3번의 결혼을 하였으며 전기전자 분야에 관심을 가져 아마추어 무선을 보급시키며 그 분야의 첫 잡지인 Modern Electrics 을 발간하기도 한다. 그 외에 라디오 방송국을 운영하기도 했으며 1926년에는 SF잡지인 '어메이징스토리(Amazing Stories)'를 출간하여 발행인겸 편집장으로서 SF 소설 분야에 큰 영향을 남기게 된다.
1967년 8월 19일 뉴욕의 맨하탄에 위치한 루즈벨트 병원에서 사망함으로써 그 생애를 끝냈다.

## 작품
- Ralph 124C 41+ →랄프 124C41+ (『27세기 발명왕』이라는 번역판이 있다.）

1911년 4월에서부터 12달간 그가 발행한 잡지 Modern Electrics 에 실린 소설로서 2660년의 시대를 배경으로 '랄프 124C41+'라는 이름의 과학자겸 발명가를 중심으로 한 소설이다. 과거 어린이용으로 번역되어 나온 책을 직지프로젝트를 통해서 인터넷 상에서 찾아볼 수 있다. 이 소설에서 휴고는 입체 텔레비젼, 영상통화, 자기열차, 진공터널열차, 테이프 레코더, 레이다 등에 대한 미래 모습을 정확히 묘사한 것이 놀랍다.
- Baron Münchhausen's Scientific Adventures Electrical Experimenter

어메이징 스토리에 1928년에 게재한 작품이다. '허풍선이 남작의 모험'에서 소재를 딴 것으로 보인다.
- Ultimate World

그의 유작으로 1958년에 쓰여졌지만 발표는 그가 사망한 후인 1971년이다.

## 같이 보기
- 휴고상